# Marina Krošina
Marina Vasil'evna Krošina (in russo Марина Васильевна Крошина?; 18 aprile 1953 – 4 luglio 2000) è stata una tennista sovietica.

## Carriera
In carriera ha vinto 4 titoli di doppio. Nei tornei del Grande Slam ha ottenuto il suo miglior risultato raggiungendo i quarti di finale di doppio agli US Open nel 1970, in coppia con Ol'ga Morozova.

## Statistiche

### Singolare

#### Finali perse (1)
| Numero | Anno           | Torneo                 | Superficie | Avversaria in finale | Punteggio     |
| 1.     | 27 agosto 1972 | WTA New Jersey, Orange |            | Ol'ga Morozova       | 2-6, 7-6, 5-7 |

### Doppio

#### Vittorie (4)
| Numero | Anno             | Torneo                                  | Superficie | Compagna           | Avversarie in finale             | Punteggio     |
| 1.     | 21 febbraio 1971 | Moscow International Indoor Open, Mosca |            | Evgenija Birjukova | Elena Granaturova Ol'ga Morozova | 7-5, 5-7, 7-5 |
| 2.     | 27 agosto 1972   | WTA New Jersey, Orange                  |            | Ol'ga Morozova     | Carole Graebner Patti Hogan      | 6-7, 6-2, 6-2 |
| 3.     | 18 marzo 1973    | US Indoors, Boston                      |            | Ol'ga Morozova     | Evonne Goolagong Janet Young     | 6-2, 6-4      |
| 4.     | 17 giugno 1973   | Kent Championships, Beckenham           |            | Ol'ga Morozova     | Jackie Fayter Peggy Michel       | 8-6, 6-3      |